# NGC 265
NGC 265 (другое обозначение — ESO 29-SC14) — рассеянное звёздное скопление в созвездии Тукан. Оно расположено в соседней карликовой галактике Малое Магелланово Облако на расстоянии около 200 тысяч световых лет от Солнца. Этот объект входит в число перечисленных в оригинальной редакции «Нового общего каталога».

## Характеристики
NGC 265 состоит из сотен молодых звёзд и имеет 65 световых лет в диаметре. Средний возраст скопления оценивается приблизительно в 160 миллионов лет.